# Santuario della Beata Vergine del Trompone
Situato nel comune di Moncrivello, il santuario è sorto per celebrare un'apparizione mariana avvenuta, secondo la tradizione, il 26 giugno 1562 e connessa alla presunta guarigione miracolosa di una donna, Domenica Millianotto, affetta da epilessia ed altre infermità. L'apparizione sarebbe avvenuta sul tronco di un castagno completamente potato, in dialetto locale trumpone (in quanto molto grande).

## Storia
La costruzione, voluta da Gabriella di Valperga di Masino, moglie del marchese di Moncrivello, e autorizzata da papa Pio IV con bolla pontificia del 31 agosto 1562, ebbe inizio appena giunse l'autorizzazione papale.
Nel 1568  fu conclusa la rotonda rinascimentale e nel 1600 si prolungò il lato sud con tre navate.
Nel 1659  fu terminato il convento affidato ai frati Minori Riformati della provincia di Torino. I nuovi palazzi in stile neoclassico furono edificati nel 1893.
Nel 1827 il santuario e il convento passarono ai monaci cistercensi.
L'arcivescovo di Vercelli Celestino Matteo Fissore istituì al Trompone la sede di un Seminario, la cui attività proseguì fino al 1970.
In quello stesso anno dall'incontro tra monsignor Luigi Novarese e l'arcivescovo Albino Mensa nacque il progetto per la realizzazione di una struttura sanitaria riabilitativa gestita dai Silenziosi operai della Croce.  Dal 2006, di fronte al santuario, fu inaugurata la nuova sede denominata Centro di recupero e rieducazione funzionale mons. Luigi Novarese.

Le parole di San Carlo Borromeo, che visitò il santuario il 9 ottobre 1584, documentano la fede nei fatti miracolosi che portò Gabriella di Valperga a far costruire il Santuario nella località detta "Trompone":
(Atti della Visita Apostolica di San Carlo Borromeo al Santuario del Trompone, presso l'archivio della Curia Arcivescovile di Milano)

## Galleria d'immagini
| - Facciata del santuario - Organo del santuario, dono dell'arcivescovo di Vercelli, Mons. D'Angennes - Affresco nel santuario - Beata Vergine del Trompone, particolare - Madonna del Trompone con Domenica Millianotto, prima e dopo la guarigione - Altare di destra: l'Addolorata e S. Giovanni - Grotta della Madonna di Lourdes nel parco del santuario |